# Waverly (Dakota del Sud)
Waverly è un census-designated place (CDP) degli Stati Uniti d'America, nella contea di Codington.